# 南京天妃宫

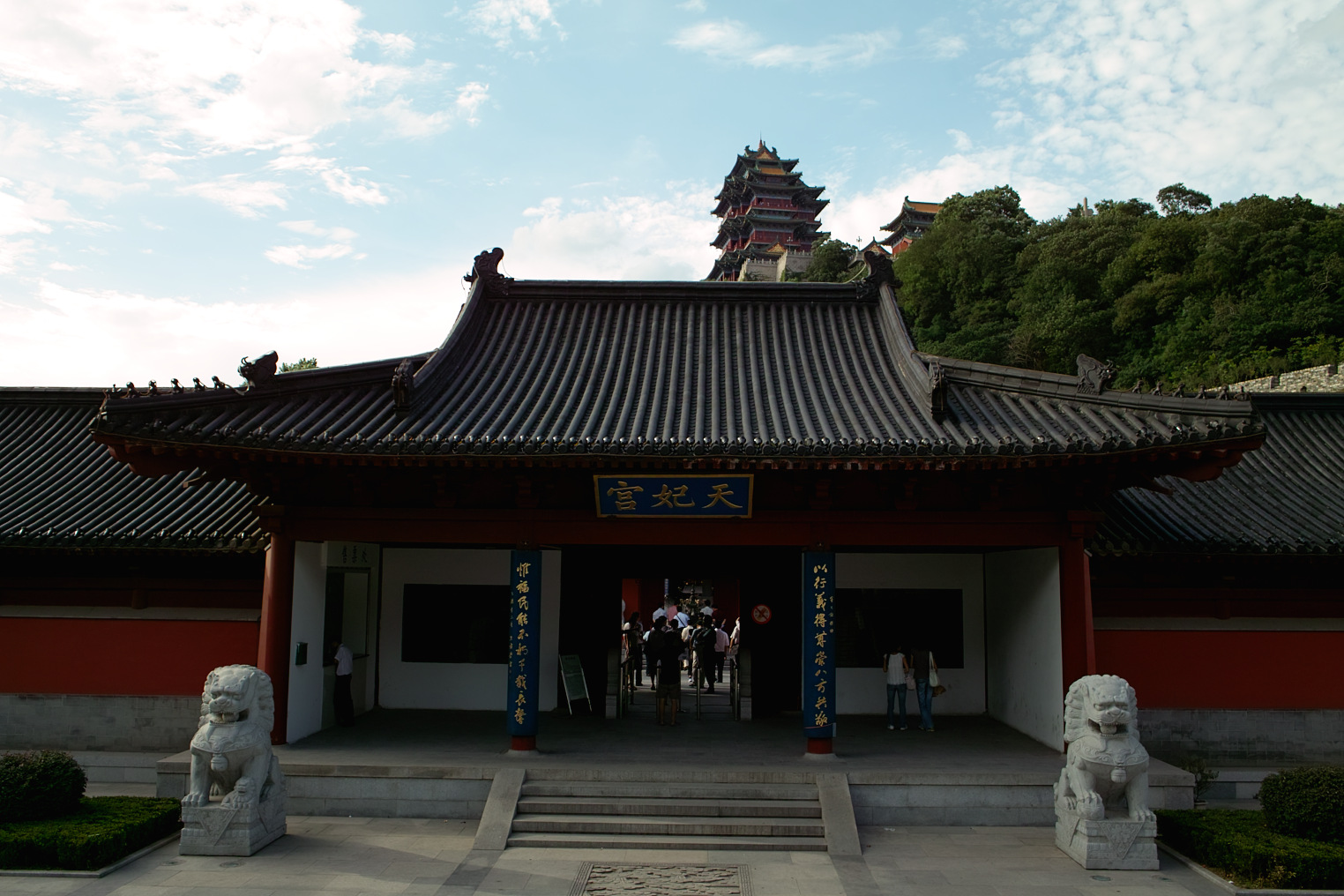
南京天妃宫正门

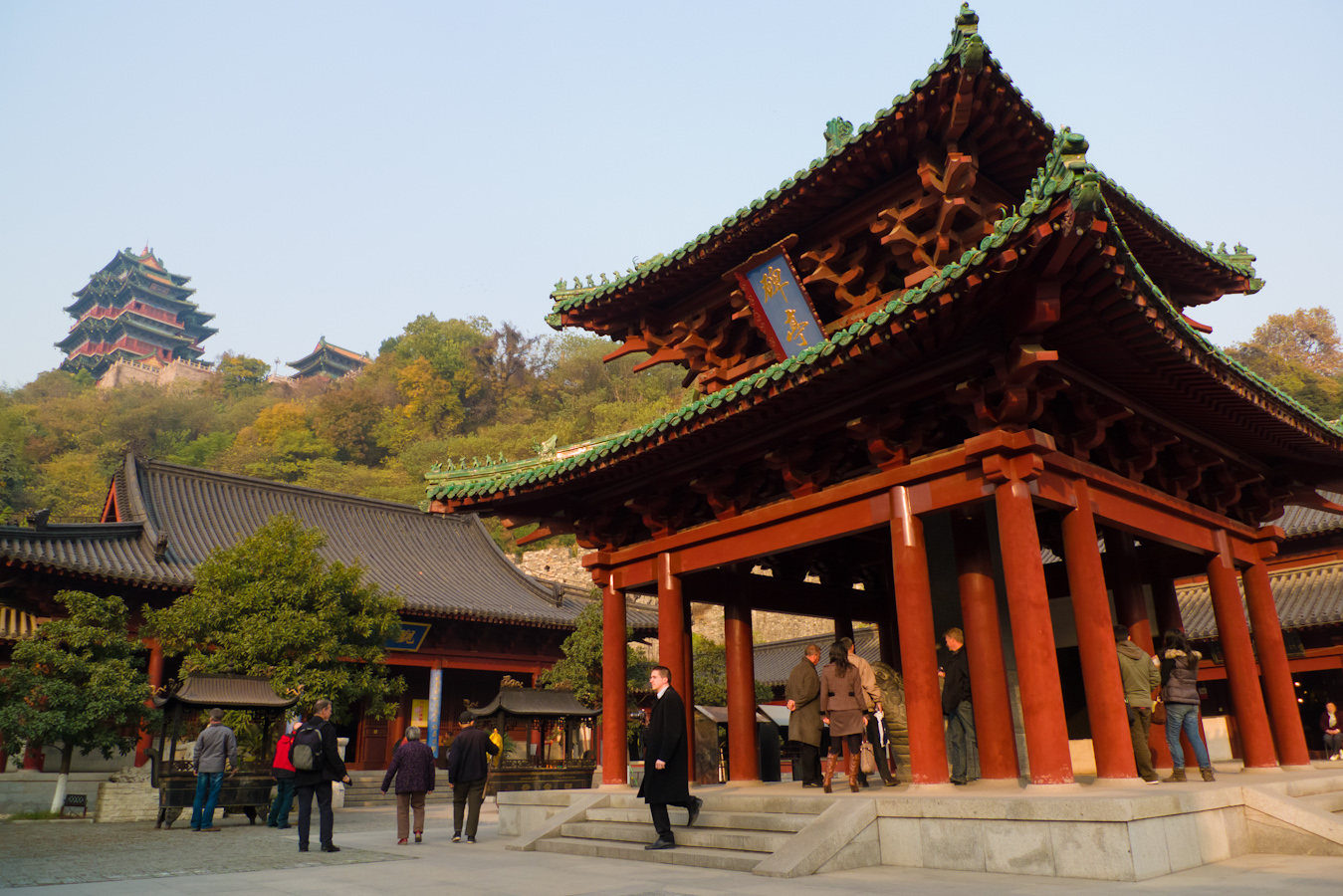
御制弘仁普济天妃宫之碑（复制品）碑亭

南京天妃宫位于中國江蘇省南京狮子山麓、长江之滨，初建于明朝永乐五年（1407年），為一座奉祀海神媽祖的廟宇。

## 簡介
相传郑和下西洋，从南京下关惠民河出发，沿长江顺流出海，远航宝船穿过台湾海峡时，遇上狂风恶浪，有人巅落水中，天妃林默娘（媽祖）驾舟踏浪前往相救，得以化险为夷。郑和西航顺利返回后，将海上转危为安的事迹上奏皇帝，海神娘娘林默娘即被封为天妃，并于明成祖永乐5年（1407年），在南京大兴土木建造天妃宫。
《明实录》有几段记载：“永乐五年九月戍午，新建龙江天妃庙成，遣太常寺少卿朱焯祭告。时太监郑和使古里、满剌加诸国还，言神多感应，故有是命”。“永乐七年正月初六，封天妃为护国庇民妙灵昭应弘仁普济天妃，赐庙额弘仁普济天妃之宫”。永乐十七年，重建天妃宫于南京仪凤门外”。
正德十二年（1517年）首次大修：“天妃宫前后殿宇房屋碑亭楼，共七十九间座，计一百八十一丈余。肇工于正德十二年十二月十九日，毕工于次年十月十九日”。
1937年日军占领南京，南京天妃宫全部建筑被毁，仅存天妃宫碑。为纪念郑和下西洋600周年，2004年7月，南京市开始重建天妃宫，2005年5月3日，天妃宫落成，5月4日对外开放。
天妃宫妈祖庙会习俗：南京有“三月二十三，乌龟赶下关”的諺語，妈祖诞生日前后，本地和外地百姓赶到滨江下关，进行踏青春游、祭拜天妃和驮碑赑屃（形似乌龟）、开展民间工艺品和地方特产商贸交易等活动，场面热闹，影响广泛。抗战爆发时因天妃宫被毁，妈祖庙会中断，2006年恢复妈祖文化庙会。

## 链接
- 天妃宫 Archive.today的存檔，存档日期2013-04-28
- 南京恢复天妃宫妈祖庙会 （页面存档备份，存于）